# Saint-Colomban
Saint-Colomban – miejscowość i gmina we Francji, w regionie Kraj Loary, w departamencie Loara Atlantycka.
Według danych na rok 2010 gminę zamieszkiwało 3129 osób, a gęstość zaludnienia wynosiła 87 osób/km².